# Андрейково (Ярославская область)
Андрейково — деревня в Любимском районе Ярославской области Российской Федерации.
С точки зрения административно-территориального устройства входит в состав Осецкого сельского округа. С точки зрения муниципального устройства входит в состав Осецкого сельского поселения.

## География
Находится в пределах центральной части Московской синеклизы Восточно-Европейской (Русской) платформы, в южной части района, при автодороге 78Н-0305, на реке Воньга, примерно в 35 км к югу от Любима и в 60-65 км к северо-востоку от Ярославля.

### Климат
Климат характеризуется как умеренно-континентального климата с умеренно-теплым влажным летом, умеренно-холодной зимой и ярко выраженными сезонами весны и осени. Среднегодовая температура — +3,2°С. Средняя температура самого тёплого месяца (июля) — +18,2°С; самого холодного месяца (января) — −11,7°С. Абсолютный максимум температуры — +34°С; абсолютный минимум температуры — −35°С.

## Население
| 2007 | 2010 |
| ---- | ---- |
| 1    | ↗3   |

На 01.01.1989 население составило 6 чел..

## Инфраструктура
Личное подсобное хозяйство с зоной сельскохозяйственного использования, индивидуальная застройка усадебного типа.
- Сенная ул., дома	1-13

## Транспорт
Доступна деревня по автодороге 78 ОП МЗ Н-0305	«Тильбугино — Булаково» (общей протяженностью 6,5 км, тип покрытия: асфальтобетонное, осреднённая ширина полосы отвода — 20 метров).